# Bedi Buval
Bedi Buval (Domont, 16 de junho de 1986) é um futebolista profissional francês, avançado, que joga actualmente no CD Feirense.